# ألفرد فورد
ألفرد فورد (بالإنجليزية: Alfred Ford)‏ هو شخصية أعمال أمريكي، ولد في 22 فبراير 1950 في ديترويت في الولايات المتحدة.